# Vicente Segrelles
Vicente Segrelles (født 9. september 1940 i Barcelona) er en spansk tegneserietegner bedst kendt for fantasyserien El Mercenarin (Øgleridderen). Segrelles letgenkendelige stil placerer sig i fantasygenrens fotorealistiske tradition. Tegningerne i serien er alle oliebaserede, og den lettere sepiamættede farvelægning bidrager til en mørk og mytisk stemning, men også et lettere stift stilistisk udtryk. Serien er på 14 bind, og i Segrelles middelalderunivers støder man på mystiske drageryttere, golde bjerglandskaber og maleriske vold.
Serien blev første gang udgivet af Interpresse i 1983.
Vincent Segrelles var ligeledes forsideillustrator for det italienske science fiction-magasin Urania fra 1988 til 1991.